# Vịnh Lan Hạ
Vịnh Lan Hạ là một vịnh ven bờ biển đảo Cát Bà thuộc thành phố Hải Phòng, Việt Nam.

## Địa lý
Vịnh cách trung tâm thành phố khoảng 30 km. Vịnh nằm ở phía Đông đảo Cát Bà và là cầu nối liền kề giữa đảo Cát Bà và Vịnh Hạ Long. Từ cầu tàu của đảo Cát Bà, mất khoảng 30 phút để đi tàu tới vịnh Lan Hạ. Diện tích của vịnh rộng trên 7.000 ha, tuy nhiên trong đó có hơn 5.400 ha là thuộc quyền quản lý của khu dự trữ sinh quyển được UNESCO công nhận – Vườn quốc gia Cát Bà. Vịnh Lan Hạ có hình dáng cong như vòng cung, được bao quanh bởi hơn 400 đảo lớn và nhỏ khác nhau. Cái tên "Lan Hạ" có nghĩa là đóa hoa lan được giáng xuống trần thế làm đẹp cho đời. Tuy không có nhiều đảo bao xung quanh như Vịnh Hạ Long nhưng vịnh Lan Hạ lại có điểm nhấn là có đến 139 bãi cát nhỏ bao quanh như Áng Vẹm, bãi Cát Dứa, bãi Cát Cò, bãi Bến Bèo, bãi Cô Tiên, Vạn Bôi, Vạn Hà...

## Hình ảnh

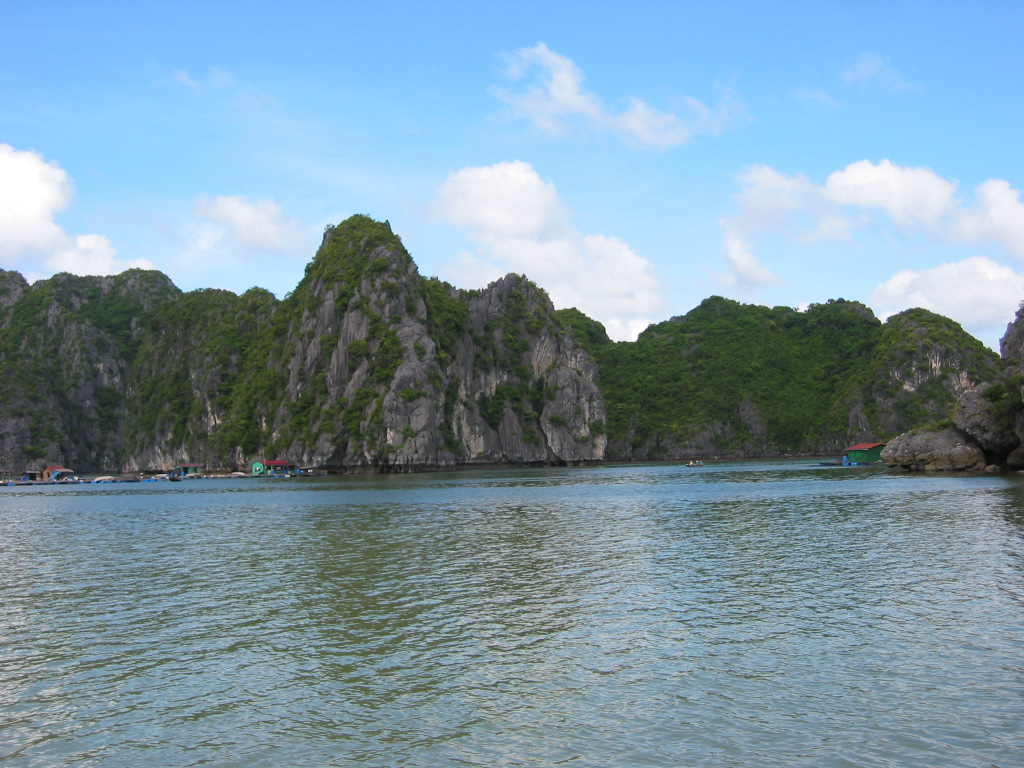
Vịnh Lan Hạ
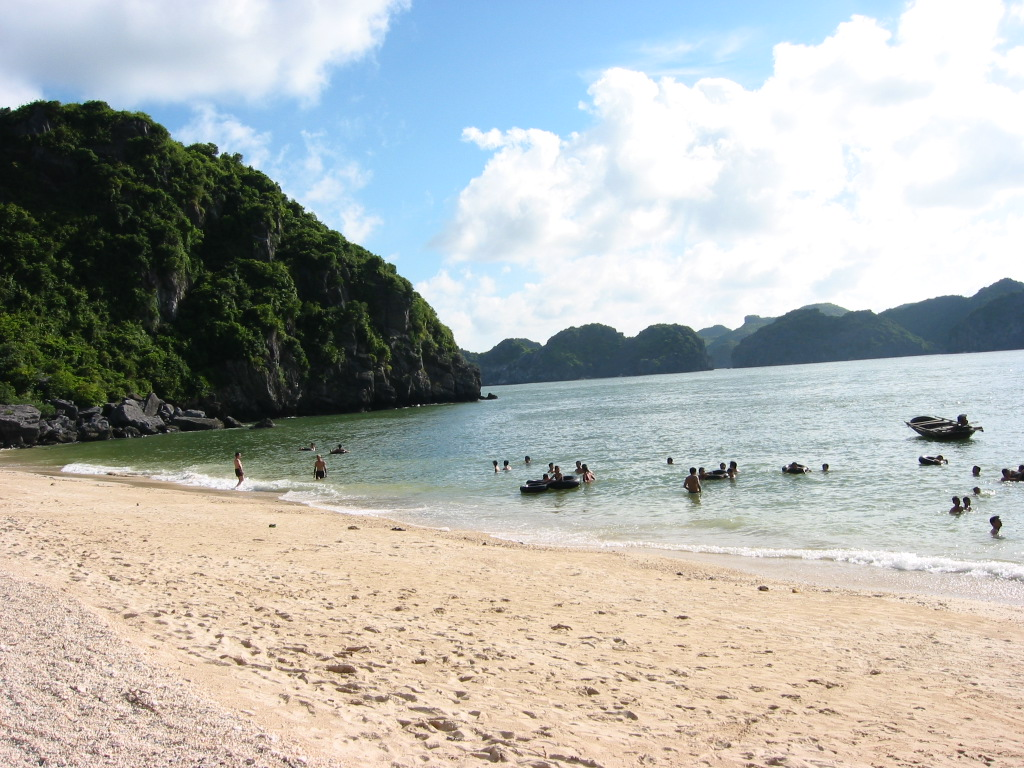
Bãi biển ở vịnh Lan Hạ
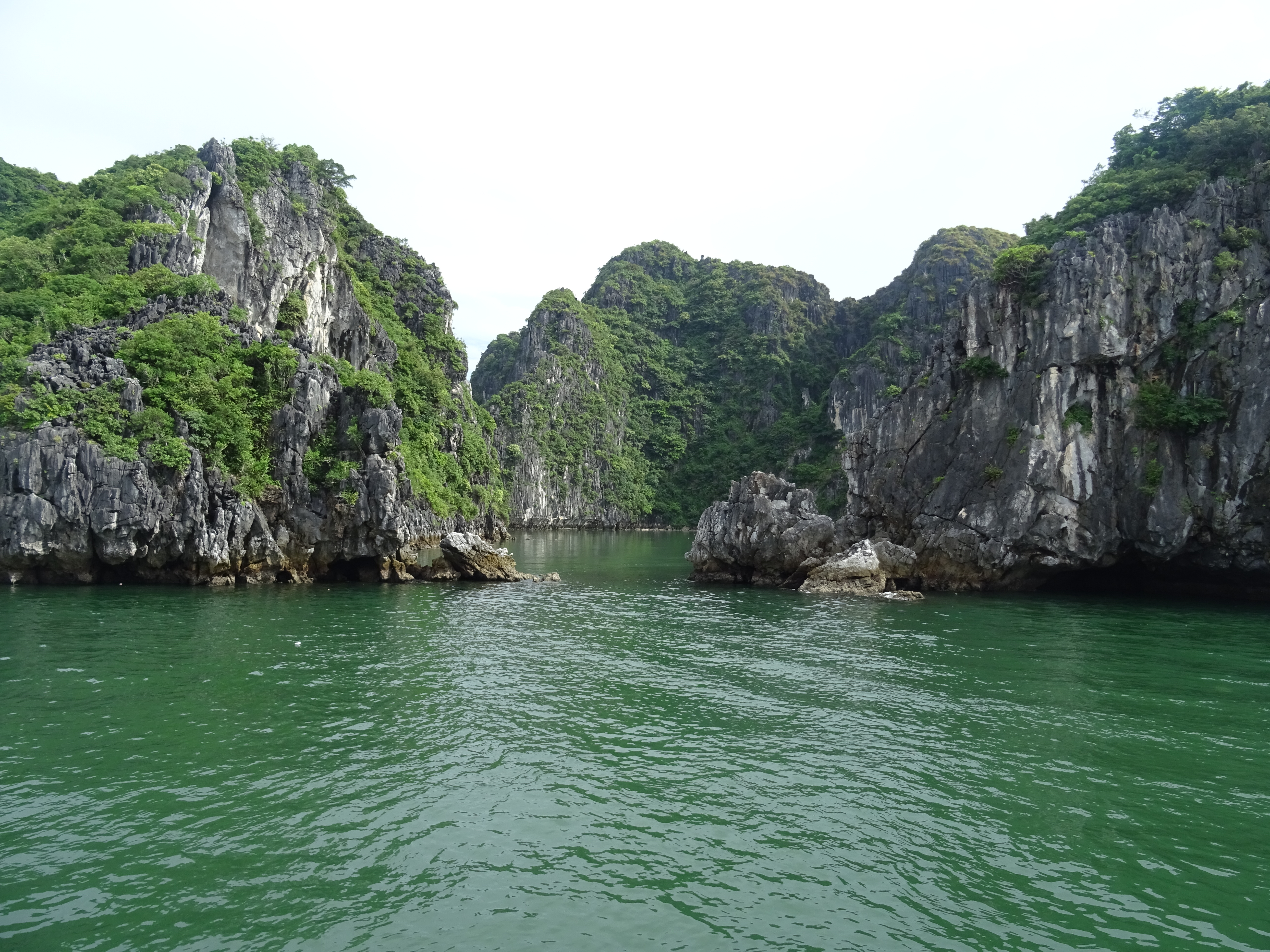
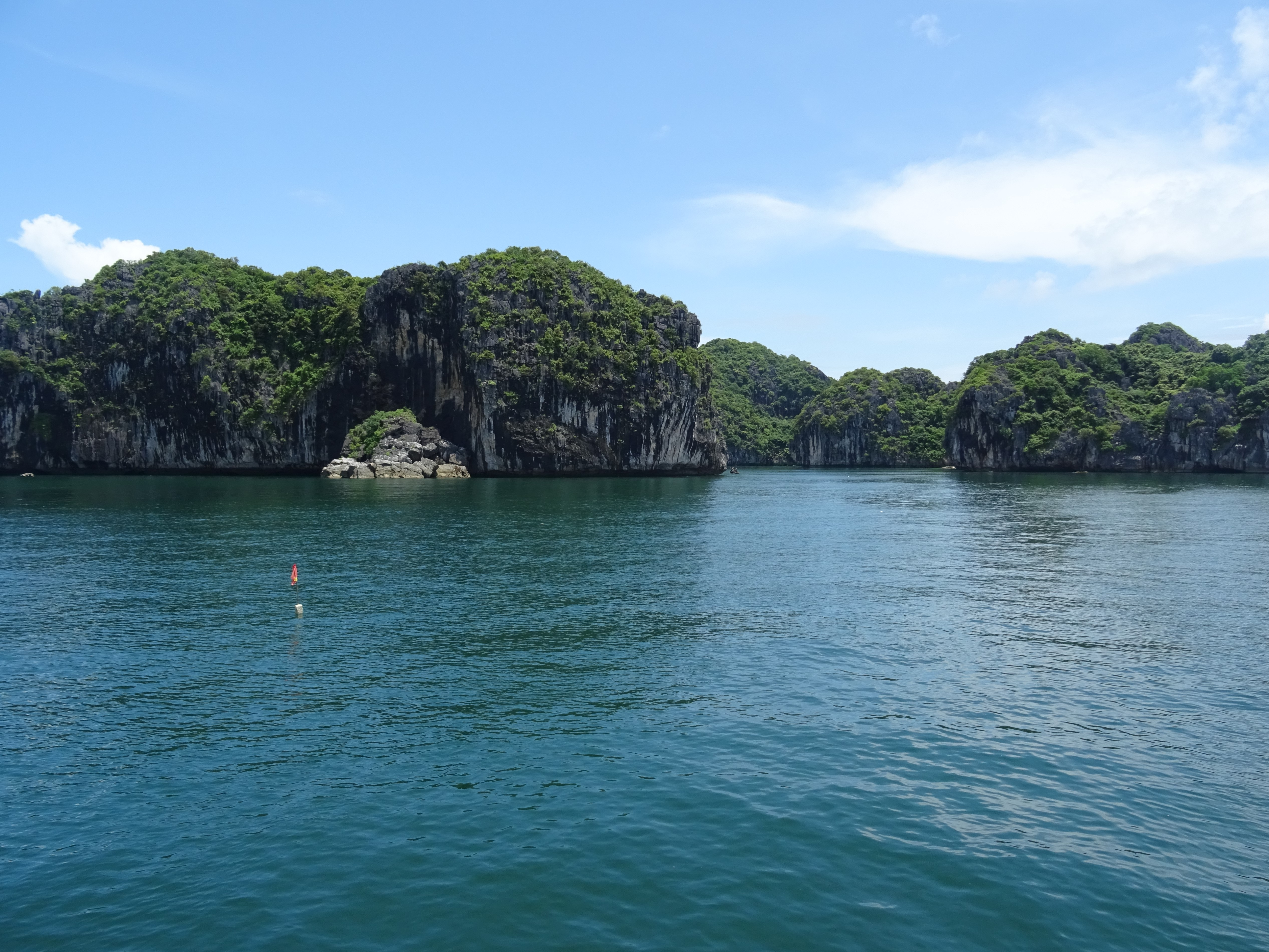
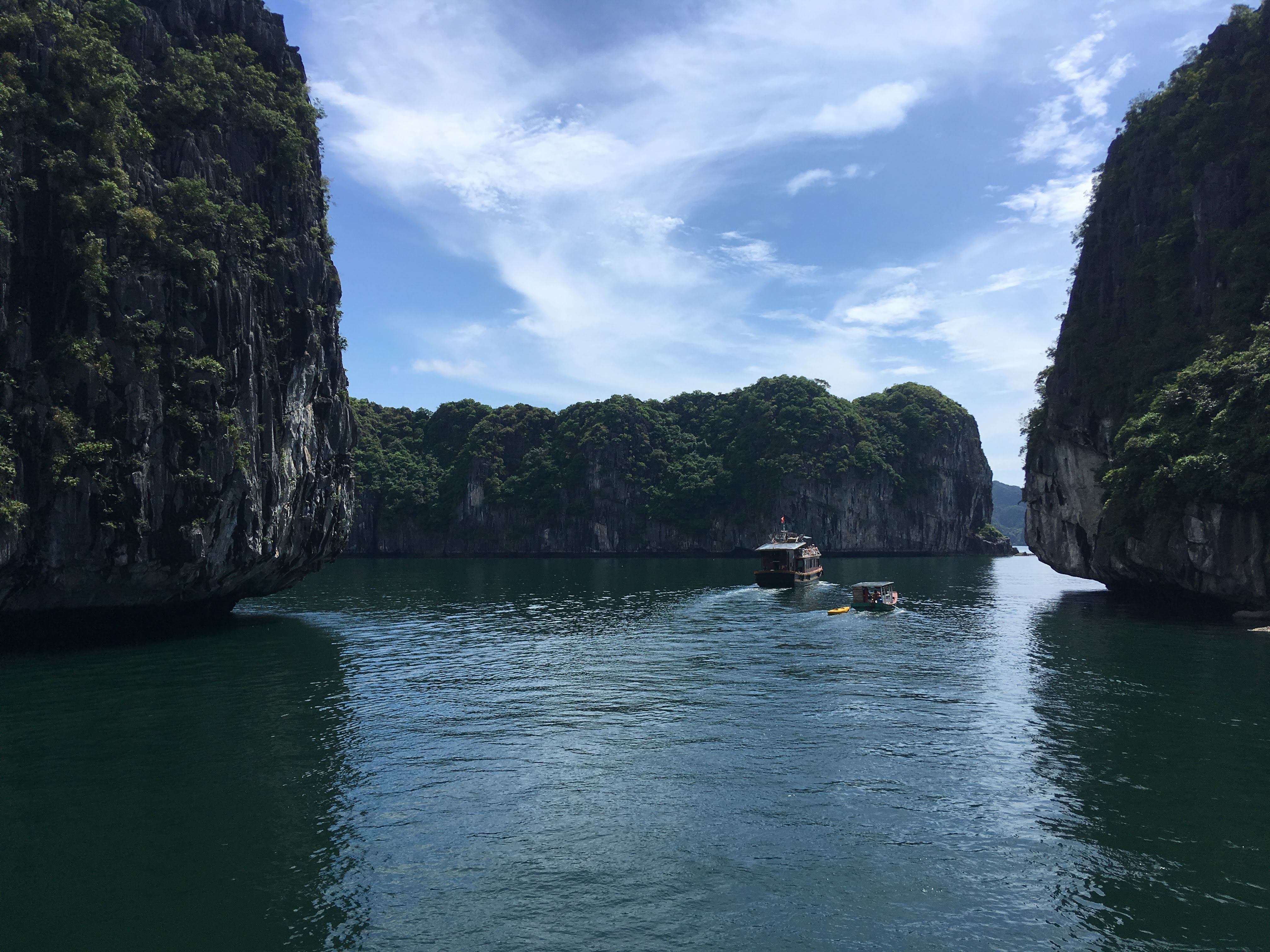
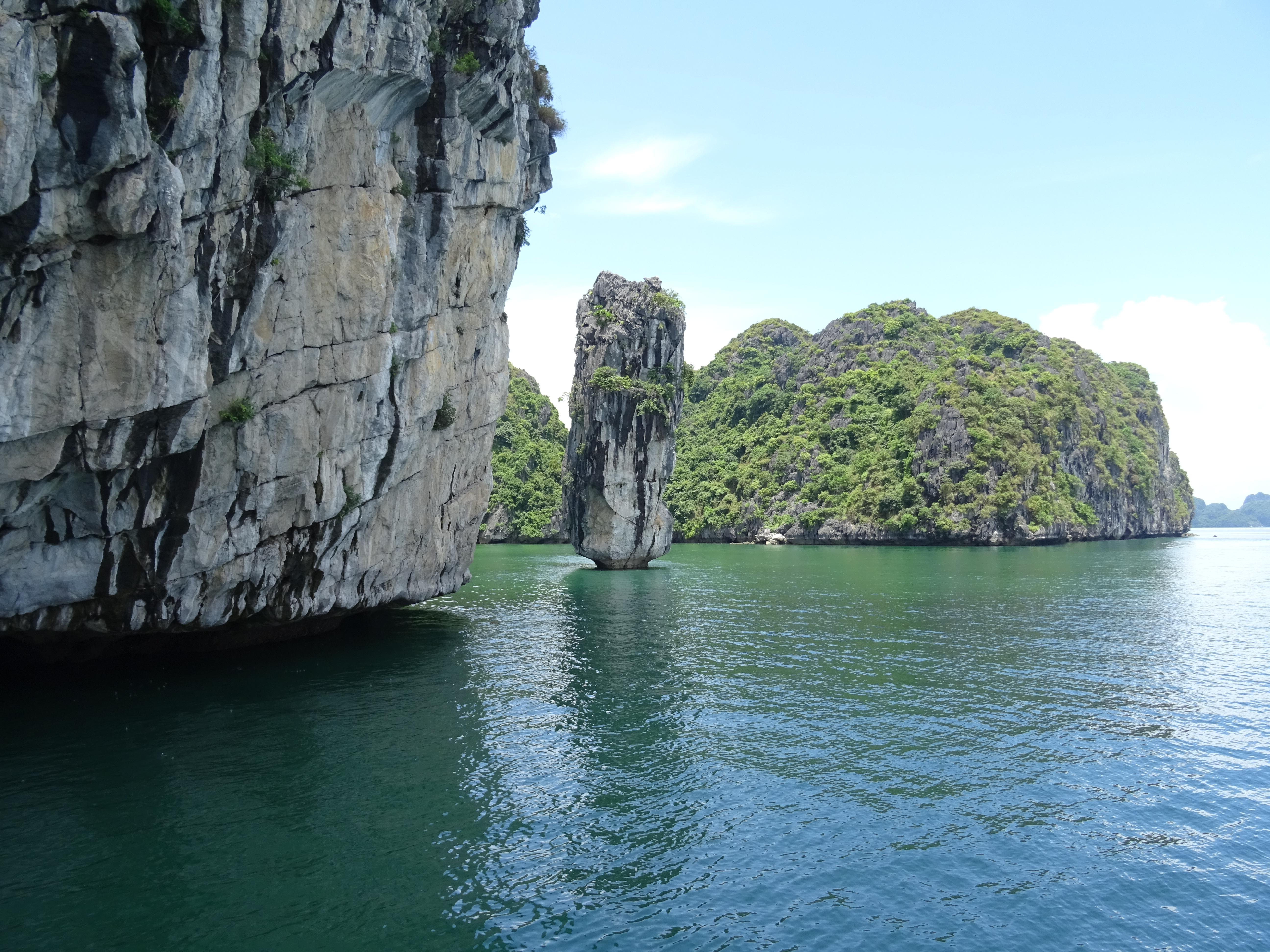
Hòn Bút
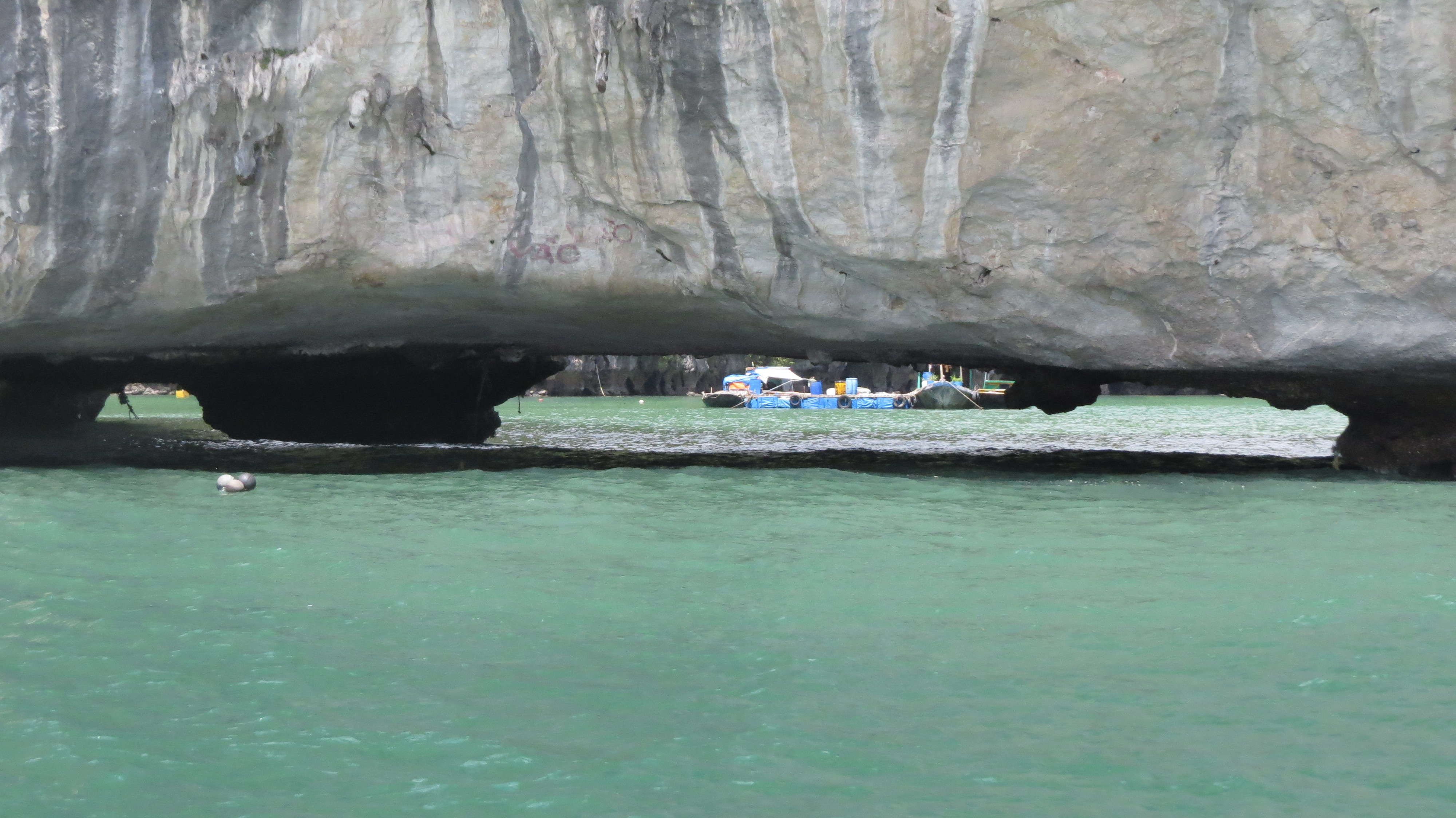
Hang luồn vịnh Lan Hạ